# Islamo-Gauchisme
Islamo-Gauchisme oder Islamogauchisme (deutsch Islam-Linke) ist ein politisches Schlagwort, mit welchem eine Allianz zwischen Islam, Islamisten und den „Gauchistes“ (französische Linksextremisten) gemeint ist.

## Geschichte des Begriffs
Der Begriff „Islamo-Gauchisme“ erfährt laut Sonya Faure als Neologismus erstmals 2002 durch das Buch New Judeophobia des Ideenhistorikers Pierre-André Taguieff größere Bekanntheit, der darin den Islamo-Gauchisme als eine Art Antizionismus beschreibt, der innerhalb „des neuen, die dritte Welt betreffenden, neokommunistischen Komplexes, besser bekannt als „Antiglobalisierungsbewegung“, populär sei. Taguieff distanzierte sich später von dem Begriff, weil dieser sich zum Lieblingskampfbegriff der Rechten entwickelt habe, die Linken vorwerfe, sich nur für die Diskriminierung von Muslimen zu interessieren, nicht jedoch für islamistischen Terror.
Laut Alain Badiou und Eric Hazan wurde der Begriff von der französischen Polizei der einfachen Verwendbarkeit wegen geprägt. Der katarische Nachrichtensender Al Jazeera behauptet, dass der Begriff Islamogauchisme von Marine Le Pen geprägt wurde, die ihn „zur Beschreibung dessen verwendet, was sie für eine ungesunde Allianz zwischen „islamistischen Fanatikern“ und der französischen Linken hält.“
Dem Islamwissenschaftler Gilles Kepel zufolge habe der Islamo-Gauchisme Einfluss auf Parteien wie La France insoumise gehabt. Der Philosoph Michel Onfray schrieb 2013, er teile „nicht den Islamo-Gauchisme einer Neuen Antikapitalistischen Partei, deren intellektueller Herold Tariq Ramadan“ sei.
Hingegen wurde von vielen Seiten kritisiert, dass der Begriff mehrdeutig, unscharf, sogar polemisch sei. So verwies 2021 die Konferenz der französischen Universitätspräsidenten (Conférence des présidents d’université, CPU) darauf, dass es sich bei dem Begriff um ein unscharfes Konzept und nicht um einen streng wissenschaftlichen Begriff handele.

## Kritik amIslamo-Gauchisme
Laut einem Artikel von Caroline Fourest in der taz wurde der Begriff von Pierre-André Taguieff geprägt. Laut Fourest bezeichne Taguieff mit diesem Begriff den während der zweiten Intifada geschlossenen Pakt zwischen Bewegungen der extremen Linken und islamischen Fundamentalisten, als diese gemeinsam gegen die Politik Israels demonstrierten und dabei auch antisemitische Ausrufe und Sprüche in ihren Reihen duldeten. Dieser Pakt sei insbesondere bei der Weltkonferenz gegen Rassismus in Durban im Jahr 2001 in Erscheinung getreten, als Aktivisten der extremen Linken gemeinsam mit Islamisten revisionistische Flugblätter verteilt hätten, auf denen Hitler verherrlicht worden sei. Dies habe andere linke Aktivisten schockiert, die angereist seien, um jede Form von Rassismus zu verurteilen. In der Folge hätten laut Fourest auch vermeintlich progressive Bewegungen gemeinsame Sache mit militanten Islamisten gemacht.
Der französische Philosoph Pascal Bruckner sieht versteht die Islamo-Linke als „die Verschmelzung zwischen der atheistischen extremen Linken und dem religiösen Radikalismus.“ Laut einem Artikel von Julia Pascal in The Independent sehe Bruckner den Islamo-Gauchisme nicht als ausschließlich französisches Problem. Diese Strömung habe gemäß Bruckner ihren Ursprung in trotzkistischen Kreisen der britischen Socialist Workers Party und habe sich anschließend europaweit verbreitet. Vertreter dieser Richtung hätten den Islam als ein Instrument betrachtet, um im Namen unterdrückter Gruppen einen neuen Aufstand anzustoßen. Die Orientierungslosigkeit vieler linker Intellektueller sei auf den Zusammenbruch früherer kommunistischer Ideale zurückzuführen und infolge dessen richte sich deren Kritik zunehmend gegen die Vereinigten Staaten und Israel, die als neue Hauptgegner wahrgenommen würden. Laut Bruckner hoffen linke Anhänger des „Third-Worldism“, den Islamismus als „Rammbock“ zu benutzen, um den Untergang des marktwirtschaftlichen Kapitalismus herbeizuführen. Sie sähen in der Opferung individueller Rechte – insbesondere der Frauenrechte – ein hinnehmbaren Kompromiss im Dienste des größeren Ziels der Zerstörung des Kapitalismus. Bruckner schreibe, dass Islamisten ihrerseits  als taktisches und temporäres Mittel vorgäben, sich der Linken in ihrer Opposition gegen Rassismus, Neokolonialismus und Globalisierung anzuschließen, um ihr wahres Ziel zu erreichen, nämlich die „totalitäre Theokratie“ der islamistischen Regierung durchzusetzen.
Der Politologe Maurice Fraser betrachtet den Islamischen Linkismus als Teil eines „markanten und jüngsten Verzichts auf das Aufklärungsprojekt der Menschenrechte, Freiheit, Säkularismus, Wissenschaft und Fortschritt“ seitens der politischen Linken, insbesondere der Globalisierungsgegner der Neuen Linken.
Laut Mark Silinsky vom United States Army War College ist der Islam-Linksismus ein Bündnis von Islamisten und Linken im Gegensatz zu westlichen Werten, das auch als „rot-grüne Achse“ bezeichnet werden kann."

### Islamo-Gauchisme im französischen politischen Diskurs
In Frankreich wurde der Begriff Islamo-Gauchisme in den letzten Jahren verstärkt von konservativen und rechten Politikern verwendet. Dass auch Präsident Emmanuel Macron und diversen Minister gegen den Islamo-Gauchisme argumentieren, wurde als Versuch eingeordnet, vor der Präsidentschaftswahl in Frankreich 2022 rechte Wähler anzusprechen. Die Hochschulministerin Frédérique Vidal beauftragte das staatliche Forschungszentrum CNRS, das Ausmaß des Islamo-Gauchisme im akademischen Bereich zu untersuchen und Forschungsarbeiten daraufhin abzuklopfen, ob sie wissenschaftlichen Standards genügen oder Züge von Militantismus aufwiesen. Daraufhin veröffentlichten 600 überwiegend linke Forscher und Hochschullehrer einen offenen Brief, in dem sie Vidals Rücktritt forderten. Die französische Hochschulrektorenkonferenz zeigte sich ob der Ankündigung „verblüfft“ und das Forschungszentrum CNRS wies darauf hin, dass es sich nicht um einen wissenschaftlichen Begriff handle und warnte vor Einschränkungen der Wissenschaftsfreiheit. Vidal verteidigte ihren Vorstoß: Es gebe zwar keine wissenschaftliche Definition des Begriffs, er entspräche aber einem weit verbreiteten Gefühl und „einer gewissen Anzahl an Fakten“.

## Begriffskritik
Die Soziologin Sarah Mazouz sieht im Begriff den Versuch der Delegitimierung von Gender Studies und ähnlichen jungen Disziplinen mit dem Ziel, eine Debatte zu unterdrücken. Andere Kritiker verglichen den Ausdruck mit dem antisemitischen Begriff Jüdischer Bolschewismus. In der Süddeutschen Zeitung kritisierte Nadia Pantel den Begriff als unpräzise, da er nicht klar zwischen Muslimen und Islamisten unterscheide. Eine ähnliche Kritik bringt der französische Soziologe Samuel Hayat gegen den Ausdruck vor. Dessen Zweideutigkeit erlaube „es reaktionären Kreisen, Islamspezialisten, Rassismusforscher:innen und engagierte Intellektuelle mit aktivistischen Vereinigungen, die gegen Islamophobie kämpfen, in einen Topf zu werfen und eine vermeintliche Nähe zu dschihadistischen Gruppen und den mörderischen Attentaten zu suggerieren.“ Adrian Daub hält den Begriff für untauglich, weil er die Unterscheidung zwischen Kritik (etwa an als islamophob wahrgenommenen Äußerungen) und Terror nicht mehr zulasse.
Eine im November 2024 publizierte Analyse der Bundeszentrale für politische Bildung kommt zum Schluss, dass es zwar in Deutschland belegbar eine von Islamisten und Linksextremisten geprägte Zusammenarbeit gebe, dass der Begriff „Islam-Linke“ aber ungeeignet sei. Der Begriff beziehe sich auf den Islam, also eine besondere Religion, und nicht auf die Islamisten als extremistische Strömung. Zudem sei der Begriff allgemein auf ein politisches Lager bezogen, in diesem Fall auf die „Linke“, wodurch pauschale Zuordnungen entstünden. Zudem arbeite selbst die extremistische Linke nur teilweise mit Islamisten zusammen. Demgemäß sei die Bezeichnung viel zu allgemein und in der Einordnung pauschalisierend. Dies erkläre auch ihre diskursive Anwendung als politisches Schlagwort, dem sich auch extremistische Akteure von rechter Seite bedienten.